# Wilhelm Spethmann
Wilhelm Spethmann (* 20. Dezember 1861 in Reinfeld; † 2. November 1926 in Eckernförde) war Druckereibesitzer und Mitglied des Deutschen Reichstags.

## Leben
Spethmann besuchte von 1867 bis 1877 die Volksschule in seinem Geburtsort, die unter Leitung des bekannten plattdeutschen Dichters Joachim Mähl stand. 1881–84 diente er beim 2. Garde-Regiment zu Fuß in Berlin. Er erlernte die Buchdruckerkunst und machte sich 1887 in Eckernförde selbständig. Weiter gründete  er die Eckernförder Nachrichten und redigierte dieselben. 1902 wurde er zum Stadtverordneten und 1903 zum Stadtrat gewählt. 
Von Februar bis Juni 1903 und von 1907 bis 1912 war er Mitglied des Deutschen Reichstags für den Wahlkreis Schleswig-Holstein 3 (Schleswig, Eckernförde) und die Freisinnige Volkspartei.